# Future Now Tour
Tournées par Demi Lovato et Nick Jonas
Demi World Tour
(2014-15) Nick Jonas Live in Concert
 (2015)
Le Future Now Tour est la tournée commune des chanteurs américains Demi Lovato et Nick Jonas. C'est la sixième tournée de Demi Lovato qui fait la promotion de son cinquième album Confident sorti en octobre 2015 et la troisième tournée de Nick Jonas qui fait la promotion de son quatrième album Last Year Was Complicated sorti en juin 2016. La tournée débutera le 29 juin 2016 à Atlanta aux États-Unis.

## Dates
| Date              | Ville          | Pays          | Salle                      | Affluence            | Revenu        |
| North America     | North America  | North America | North America              | North America        | North America |
| ----------------- | -------------- | ------------- | -------------------------- | -------------------- | ------------- |
| 29 juin 2016      | Atlanta        | États-Unis    | Philips Arena              | 12.563/12.563 (100%) | —             |
| 30 juin 2016      | Charlotte      | États-Unis    | Time Warner Cable Arena    | cancelled            | —             |
| 2 juillet 2016    | Raleigh        | États-Unis    | PNC Arena                  | cancelled            | —             |
| 3 juillet 2016    | Virginia Beach | États-Unis    | Farm Bureau Live           | cancelled            | —             |
| 6 juillet 2016    | Uncasville     | États-Unis    | Mohegan Sun Arena          | 7.136/7.136 (100%)   | —             |
| 8 juillet 2016    | Brooklyn       | États-Unis    | Barclays Center            | 13.745/13.745 (100%) | —             |
| 12 juillet 2016   | Newark         | États-Unis    | Prudential Center          | 11.245/11.245 (100%) | —             |
| 14 juillet 2016   | Camden         | États-Unis    | BB&T Pavilion              | 14.879/14.879 (100%) | —             |
| 16 juillet 2016   | Hershey        | États-Unis    | Hersheypark Stadium        | —                    | —             |
| 17 juillet 2016   | Buffalo        | États-Unis    | First Niagara Center       | —                    | —             |
| 20 juillet 2016   | Boston         | États-Unis    | TD Garden                  | —                    | —             |
| 22 juillet 2016   | Montréal       | Canada        | Centre Bell                | 6,824/7,226 (95%)    | —             |
| 23 juillet 2016   | Toronto        | Canada        | Air Canada Centre          | —                    | —             |
| 26 juillet 2016   | Washington     | États-Unis    | Verizon Center             | —                    | —             |
| 27 juillet 2016   | Columbus       | États-Unis    | Schottenstein Center       | —                    | —             |
| 29 juillet 2016   | Louisville     | États-Unis    | KFC Yum! Center            | —                    | —             |
| 30 juillet 2016   | Auburn Hills   | États-Unis    | The Palace of Auburn Hills | —                    | —             |
| 2 août 2016       | Rosemont       | États-Unis    | Allstate Arena             | —                    | —             |
| 3 août 2016       | Indianapolis   | États-Unis    | Bankers Life Fieldhouse    | —                    | —             |
| 5 août 2016       | St. Louis      | États-Unis    | Scottrade Center           | —                    | —             |
| 6 août 2016       | Kansas City    | États-Unis    | Sprint Center              | —                    | —             |
| 9 août 2016       | Denver         | États-Unis    | Pepsi Center               | —                    | —             |
| 11 août 2016      | Salt Lake City | États-Unis    | Vivint Smart Home Arena    | —                    | —             |
| 13 août 2016      | Las Vegas      | États-Unis    | MGM Grand Garden Arena     | —                    | —             |
| 14 août 2016      | Chula Vista    | États-Unis    | Sleep Train Amphitheatre   | —                    | —             |
| 17 août 2016      | Anaheim        | États-Unis    | Honda Center               | —                    | —             |
| 18 août 2016      | San Jose       | États-Unis    | SAP Center                 | —                    | —             |
| 20 août 2016      | Portland       | États-Unis    | Moda Center                | —                    | —             |
| 21 août 2016      | Seattle        | États-Unis    | KeyArena                   | —                    | —             |
| 24 août 2016      | Vancouver      | Canada        | Rogers Arena               | —                    | —             |
| 26 août 2016      | Edmonton       | Canada        | Rexall Place               | —                    | —             |
| 27 août 2016      | Calgary        | Canada        | Scotiabank Saddledome      | —                    | —             |
| 29 août 2016      | Winnipeg       | Canada        | MTS Centre                 | —                    | —             |
| 31 août 2016      | Saint Paul     | États-Unis    | Minnesota State Fair       | —                    | —             |
| 2 septembre 2016  | Cleveland      | États-Unis    | Quicken Loans Arena        | —                    | —             |
| 7 septembre 2016  | Nashville      | États-Unis    | Bridgestone Arena          | —                    | —             |
| 9 septembre 2016  | Houston        | États-Unis    | Toyota Center              | —                    | —             |
| 10 septembre 2016 | San Antonio    | États-Unis    | AT&T Center                | —                    | —             |
| 12 septembre 2016 | Dallas         | États-Unis    | American Airlines Center   | —                    | —             |
| 14 septembre 2016 | Albuquerque    | États-Unis    | Isleta Amphitheater        | —                    | —             |
| 16 septembre 2016 | Phoenix        | États-Unis    | Talking Stick Resort Arena | —                    | —             |
| 17 septembre 2016 | Inglewood      | États-Unis    | The Forum                  | —                    | —             |
| Total             | Total          | Total         | Total                      | —                    | —             |